# Герб Ріп'яної
Герб Ріп'яної — офіційний символ села Ріп'яна, Самбірського району Львівської області, затверджений 8 вересня 2003 року рішенням сесії Ріп'янської сільської ради.
Автор — А. Гречило.

## Опис
У золотому полі стоїть чорний лелека з червоним дзьобом та лапами, у зеленій главі три срібні 4-променеві зірки.

## Зміст
Чорний лелека є рідкісним представником місцевої фауни. Три зірки означали три села, підпорядковані на той час місцевій сільській раді. Золотий колір є символом багатства і щедрості, а зелений — густих навколишніх лісів.